# Aeroportos e Segurança Aérea
Aeroportos e Segurança Aérea (ASA) es un operador de los aeropuertos de Cabo Verde con sede en la Isla de Sal encargada de la navegación aérea y de los aeropuertos caboverdianos. Fue creada el 17 de febrero de 1984.
Tiene como misión la explotación, desarrollo y soporte de servicio público para la aviación civil, la gestión del tránsito aéreo, asegurando los servicios de salida, llegada y sobrevuelo de aeronaves, terminales de la gestión de carga y correo, para garantizar que las actividades y servicios relacionados con la infraestructura de la aviación y de la navegación aérea, en todos los aeropuertos y aeródromos de Cabo Verde y la información de vuelo del espacio aéreo de Cabo Verde a través del Centro Controlo Oceânico do Sal.
En la actualidad gestiona 4 aeropuertos internacionales, 3 aeródromos domésticos, la navegación aérea del país. Tiene 3 radares para realizar esta labor, el de Monte Curral en Espargos de la isla de Sal, el de Monte Txota en la isla de Santiago, y el de Pedro Rachada en la isla de Santo Antão.

## Aeropuertos
Datos de pasajeros en el año 2020
| Aeropuerto                                 | Localización        | Código OACI | Código IATA | Total Pasajeros |
| ------------------------------------------ | ------------------- | ----------- | ----------- | --------------- |
| Aeropuerto Internacional Amílcar Cabral    | Isla de Sal         | GVAC        | SID         | 1.336.994       |
| Aeropuerto Internacional Nelson Mandela    | Isla de Santiago    | GVNP        | RAI         | 669.697         |
| Aeropuerto Internacional Aristides Pereira | Isla de Boavista    | GVBA        | SID         | 617.595         |
| Aeropuerto Internacional Cesária Évora     | Isla de São Vicente | GVSV        | VXE         | 300.681         |
| Aeródromo de São Filipe                    | Isla de Fogo        | GVSF        | SFL         | 59.264          |
| Aeródromo de Preguiça                      | Isla de São Nicolau | GVSN        | SNE         | 15.342          |
| Aeródromo de Maio                          | Isla de Maio        | GVMA        | MMO         | 10.286          |
| TOTAL                                      |                     |             |             | 3.009.859       |